# Metro w Dosze
Metro w Dosze – system metra w Dosze w Katarze. 
Położona centralnie stacja Mshelreb pełni funkcję węzła przesiadkowego, na którym przecinają się wszystkie trzy linie metra. Najdłuższa w systemie jest pierwsza, czerwona linia, która prowadzi z północy na południe z odnogą na lotnisko, złota linia poprowadzona jest w osi wschód – zachód.  
System metra w Dosze, początkowo mający składać się z trzech linii, uruchomiono w maju 2019 r., gdy częściowo oddano do użytku linię czerwoną – nieczynny został północny fragment i odnoga na lotnisko. W listopadzie tego samego roku uruchomiono drugą, złotą linię metra. Również na 2019 r. zaplanowano uruchomić trzecią linię – zieloną, a także resztę linii czerwonej. Docelowo, przed 2025 lub 2026 r., ma powstać także linia niebieska, której przebieg ma zostać ogłoszony w 2020 r.
Linie obsługuje 75 trójczłonowych, autonomicznych pociągów produkcji Mitsubishi i Kinki Sharyō. Bilet jednorazowy (przesiadkowy) kosztuje 2 riale katarskie, a w klasie gold – 10 riali katarskich.